# Giải César cho nam diễn viên triển vọng nhất
Giải César cho nam diễn viên triển vọng là một giải César danh cho các nam diễn viên được cho là đầy triển vọng trong ngành điện ảnh. Người nhiều tuổi nhất đoạt giải này là Jean-Paul Rouve, 36 tuổi.
Dưới đây là danh sách các người đoạt giải và các người được đè cử theo từng năm:

## Thập niên 1980
1983
Christophe Malavoy – Family Rock
Jean-Paul Comart – La Balance
Tchéky Karyo – La Balance
Dominique Pinon – Le Retour de Martin Guerre
1984
Richard Anconina – Tchao pantin
Jean-Hugues Anglade – L'Homme blessé
François Cluzet – Vive la sociale
Jacques Penot – Au nom de tous les miens
1985
Pierre-Loup Rajot – Souvenirs, Souvenirs
Xavier Deluc – La Triche
Hippolyte Girardot – Le bon plaisir
Benoît Régent – La Diagonale du fou
1986
Wadeck Stanczak – Rendez-Vous
Lucas Belvaux – Poulet au vinaigre
Jacques Bonnaffé – La Tentation d'Isabelle
Kader Boukhanef – Le Thé au harem d'Archimède
Jean-Philippe Écoffey – L'Effrontée
1987
Isaach De Bankolé – Black Mic-Mac
Cris Campion – Pirates
Jean-Philippe Écoffey – Gardien de la nuit
Rémi Martin – Conseil de famille
1988
Thierry Frémont – Travelling avant
Cris Campion – Champ d'honneur
Pascal Légitimus – L'Œil au beurre noir
François Négret – Au revoir les enfants
1989
Stéphane Freiss – Chouans
Laurent Grévill – Camille Claudel
Thomas Langmann – Les Années sandwiches
François Négret – De bruit et de fureur

## Thập niên 1990
1990
Yvan Attal – Un monde sans pitié
Jean-Yves Berteloot – Baptême
Thierry Fortineau – Comédie d'été
Melvil Poupaud – La Fille de quinze ans
Philippe Volter – Les Bois noirs
1991
Gérald Thomassin – Le Petit criminel
Alex Descas – S'en fout la mort
Marc Duret – Nikita
Vincent Perez – Cyrano de Bergerac
Philippe Uchan – Le Château de ma mère
1992
Manuel Blanc – J'embrasse pas
Guillaume Depardieu – Tous les matins du monde
Laurent Grévill – L'Année de l'éveil
Thomas Langmann – Paris s'éveille
Chick Ortega – Une époque formidable
1993
Emmanuel Salinger – La Sentinelle
Xavier Beauvois – Nord
Grégoire Colin – Olivier, Olivier
Olivier Martinez – IP5 - L'Ile aux pachydermes
Julien Rassam – L'Accompagnatrice
1994
Olivier Martinez – Un deux trois soleil
Guillaume Depardieu – Cible émouvante
Mathieu Kassovitz – Métisse
Melvil Poupaud – Les Gens normaux n'ont rien d'exceptionnel
Christopher Thompson – Les Marmottes
1995
Mathieu Kassovitz – Regarde les hommes tomber
Charles Berling – Petits arrangements avec les morts
Frédéric Gorny – Les Roseaux sauvages
Gaël Morel – Les Roseaux sauvages
Stéphane Rideau – Les Roseaux sauvages
1996
Guillaume Depardieu – Les Apprentis
Vincent Cassel – La Haine
Hubert Koundé – La Haine
Olivier Sitruk – L'Appât
Saïd Taghmaoui – La Haine
1997
Mathieu Amalric – Comment je me suis disputé... (ma vie sexuelle)
Samuel Le Bihan – Capitaine Conan
Benoît Magimel – Les Voleurs
Bruno Putzulu – Aveux de l'innocent
Philippe Torreton – Capitaine Conan
1998
Stanislas Merhar – Nettoyage à sec
Sacha Bourdo – Western
Vincent Elbaz – Les Randonneurs
José Garcia – La Vérité si je mens!
Sergi López – Western
1999
Bruno Putzulu – Petits désordres amoureux
Lionel Abelanski – Train de vie
Guillaume Canet – En plein cœur
Romain Duris – Gadjo Dilo
Samy Naceri – Taxi

## Thập niên 2000
2000
Eric Caravaca – C'est quoi la vie?
Clovis Cornillac – Karnaval
Romain Duris – Peut-être
Laurent Lucas – Haut les cœurs!
Robinson Stévenin – Mauvaises fréquentations
2001
Jalil Lespert – Ressources humaines
Jean-Pierre Lorit – Une affaire de goût
Boris Terral – Le Roi danse
Cyrille Thouvenin – La Confusion des genres
Malik Zidi – Gouttes d'eau sur pierres brûlantes
2002
Robinson Stévenin – Mauvais genres
Eric Berger – Tanguy
Stefano Cassetti – Roberto Succo
Grégori Derangère – La Chambre des officiers
Jean-Michel Portal – La Chambre des officiers
2003
Jean-Paul Rouve – Monsieur Batignole
Lorant Deutsch – 3 zéros
Morgan Marinne – Le Fils
Gaspard Ulliel – Embrassez qui vous voudrez
Malik Zidi – Un moment de bonheur
2004
Grégori Derangère – Bon voyage
Nicolas Duvauchelle – Les corps impatients
Pascal Elbé – Père et fils
Grégoire Leprince-Ringuet – Les égarés
Gaspard Ulliel – Les égarés
2005
Gaspard Ulliel – Un long dimanche de fiançailles
Osman Elkharraz – L'Esquive
Damien Jouillerot – Les fautes d'orthographe
Jérémie Renier – Violence des échanges en milieu tempéré
Malik Zidi – Les temps qui changent
2006
Louis Garrel – Les amants réguliers
Walid Afkir – Caché
Adrien Jolivet – Zim and co.
Gilles Lellouche – Ma vie en l'air
Aymen Saïdi – Saint-Jacques... La Mecque
2007
Malik Zidi – Les amitiés maléfiques
Georges Babluani – 13 Tzameti
Rasha Bukvic – La Californie
Arié Elmaleh – L'école pour tous
Vincent Rottiers – Le passager
James Thierrée – Désaccord parfait
2008
Laurent Stocker – Ensemble, c'est tout
Nicolas Cazalé – Le fils de l'épicier
Grégoire Leprince-Ringuet – Les chansons d'amour
Johan Libéreau – Les Témoins
Jocelyn Quivrin – 99 francs
2009
Marc-André Grondin - Le Premier Jour du reste de ta vie
Ralph Amoussou - Aide-toi, le ciel t'aidera
Laurent Capelluto - Un conte de Noël
Grégoire Leprince-Ringuet - La Belle Personne
Pio Marmai - Le Premier Jour du reste de ta vie

### Thập niên 2010
2010
Tahar Rahim - Un prophète
Firat Ayverdi - Welcome
Adel Bencherif - Un prophète
Vincent Lacoste  - Les Beaux Gosses
Vincent Rottiers - Je suis heureux que ma mère soit vivante
2011
Edgar Ramirez -  Carlos
Pio Marmai - D'amour et d'eau fraîche
Arthur Dupont - Bus Palladium
Raphaël Personnaz - La Princesse de Montpensier
Grégoire Leprince-Ringuet - La Princesse de Montpensier
2012
Grégory Gadebois - Angèle et Tony
Nicolas Bridet - Tu seras mon fils
Guillaume Gouix - Jimmy Rivière
Pierre Niney - J'aime regarder les filles
Dimitri Storoge - Les Lyonnais
2013
Matthias Schoenaerts - De rouille et d'os
Félix Moati - Télé gaucho
Kacey Mottet Klein - L'Enfant d'en haut
Pierre Niney - Comme des frères
Ernst Umhauer - Dans la maison